# باشگاه فوتبال رایتون و کراوکروک آلبیون
باشگاه فوتبال رایتون و کراوکروک آلبیون (به انگلیسی: Ryton & Crawcrook Albion Football Club) یک باشگاه فوتبال در شهر کراوکروک، کشور انگلستان است که در سال ۱۹۷۰ میلادی تأسیس شده است.